# Babylon by Bus

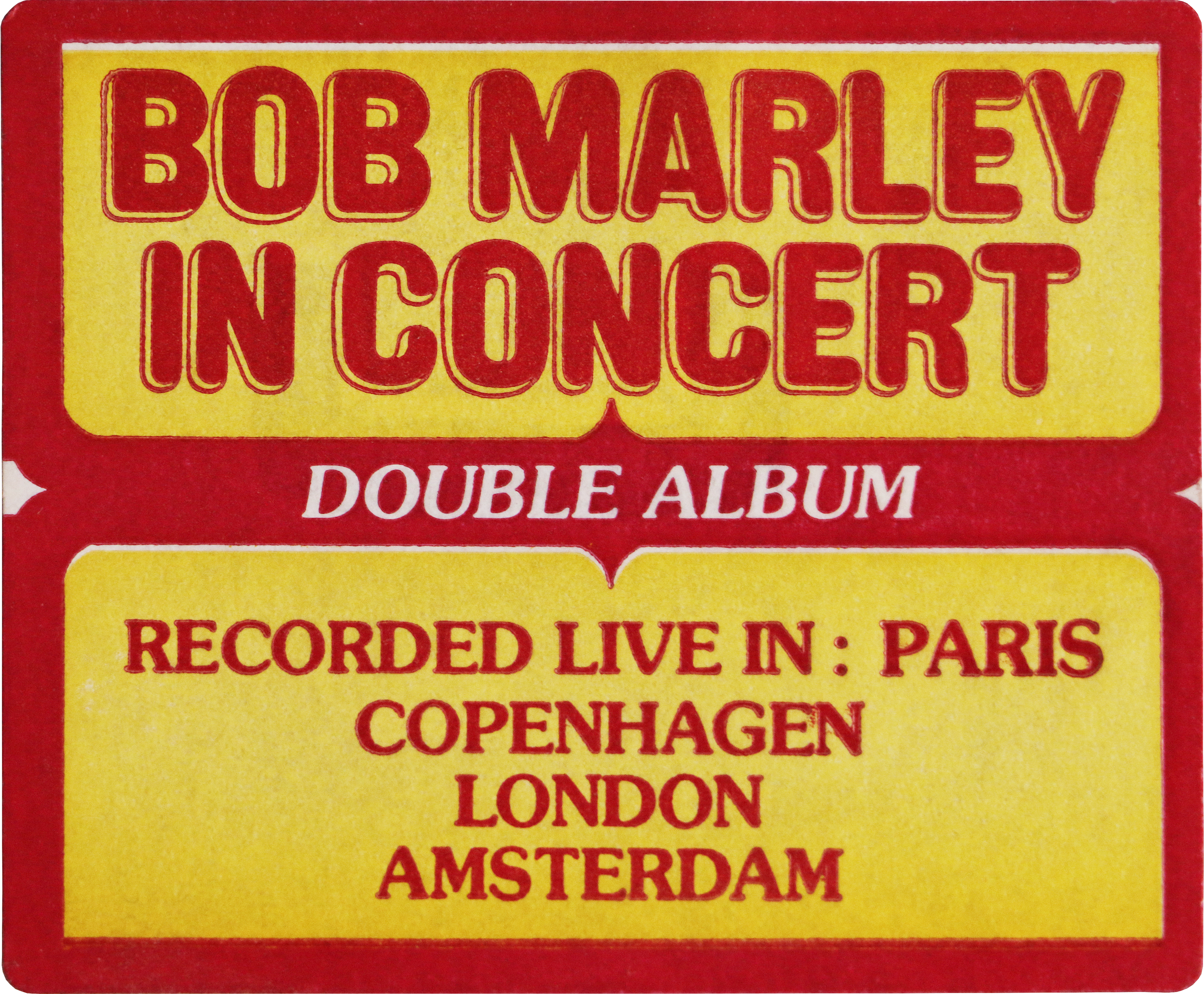
Calcomanía pegada en la portada del álbum "Babylon by bus" (1978).

Babylon by Bus es un álbum en vivo lanzado por Bob Marley & The Wailers en 1978. El álbum fue grabado en su mayoría en el Pavillon de París en junio de 1978, durante el Tour de Kaya. Babylon By Bus es el sexto álbum de Bob Marley & The Wailers y el segundo disco en vivo después de Live!,
A diferencia del álbum Kaya, Babylon By Bus posee un sonido más agresivo, ya que Bob quería que el álbum suene como rock.
Al igual que en su primer album en vivo, este disco destaca el material de la historia de la banda hasta ese momento. Babylon By Bus incluye versiones de varios temas energéticos de "Exodus", como "Jamming" o "Punky Reggae Party", grabados en 1977, pero también incluye temas como "Stir It Up" o "Lively Up Yourself", entre otros, que son de discos anteriores. Además, es la primera vez que aparecen los temas "War" y "No More Trouble" como si fuesen uno solo.
Con Tyrone Downie y su rock progresivo en el teclado, así como Aston "Family Man" Barrett en el bajo para crear algo parecido a un reggae psicodélico, además los solos de guitarra de Al Anderson en "Rebel Music (3 O'Clock Roadblock)" o "Is This Love" definen claramente un estilo innovador en la música de Marley. Sin duda alguna, Babylon By Bus es un componente integral de cualquier colección de música popular.

## Listado de canciones
Todas las canciones escritas por Bob Marley, excepto las que se indiquen.

### Cara A
1. "Positive Vibration" (Vincent Ford) – 5:49
2. "Punky Reggae Party" (Bob Marley/Lee Perry) – 5:52
3. "Exodus" – 7:40

### Cara B
1. "Stir It Up" (Grabado el 18 de julio de 1975, en Londres, Inglaterra) – 5:21
2. "Rat Race" (Rita Marley) (Grabado en 1976, en Londres, Inglaterra) – 3:30
3. "Concrete Jungle" – 5:40
4. "Kinky Reggae" – 4:49

### Cara C
1. "Lively Up Yourself" – 6:21
2. "Rebel Music (3 O'Clock Roadblock)" (Aston Barrett/Hugh Peart) – 5:23
3. "War/No More Trouble" (Alan Cole/Carlton Barrett/Bob Marley) – 5:31

### Cara D
1. "Is This Love" – 7:30
2. "The Heathen" – 4:30
3. "Jamming" – 5:44

## Versión actual en CD
Todas las canciones escritas por Bob Marley, excepto las que se indiquen.
1. "Positive Vibration" (Vicent Ford) – 5:48
2. "Punky Reggae Party" (Bob Marley/Lee Perry) – 5:52
3. "Exodus" – 7:38
4. "Stir It Up" (Grabado el 18 de julio de 1975, en Londres, Inglaterra) – 5:20
5. "Rat Race" (Rita Marley) (Grabado en 1976, en Londres, Inglaterra) – 3:37
6. "Concrete Jungle" – 5:38
7. "Kinky Reggae" – 4:50
8. "Lively Up Yourself" – 6:19
9. "Rebeld Music (3 O'Clock Roadblock)" (Aston Barrett/Hugh Peart) – 5:22
10. "War/No More Trouble" (Alan Cole/Carlton Barrett/Bob Marley) – 5:30
11. "Is This Love" – 7:33
12. "The Heathen" – 4:30
13. "Jamming" – 5:39

## Tour
Fue una serie de conciertos organizada para promocionar el álbum Babylon By Bus. Fue también para popularizar la música de Marley en Asia y Oceanía. La gira comenzó en Japón el 5 de abril de 1979, y terminó en Honolulu, Hawái, el 6 de mayo de 1979. El tour debería haberse iniciado con dos espectáculos en Costa de Marfil a mediados de marzo, pero los dos conciertos se cancelaron debido a razones desconocidas.
Después de la gira, Marley realizó dos conciertos históricos: su última actuación en Jamaica, en el Reggae Sunsplash, y en el Festival de Amandla, en la Universidad de Harvard, en Boston, donde hizo un discurso histórico y de gran alcance.

### Lista de canciones
El repertorio estándar de la gira se parecía a lo siguiente:
- "Positive Vibration"
- "Concrete Jungle"
- "Burnin' And Lootin'"
- "Them Belly Full (But We Hungry)"
- "The Heathen"
- "Running Away"/"Crazy Baldhead" (mezclados)
- "I Shot The Sheriff"
- "No Woman, No Cry"
- "Lively Up Yourself"
- "Jamming"
- "Is This Love"
- "War"/"No More Trouble" (mezclados)
- "Get Up, Stand Up"
- "Exodus"

La lista de canciones fue muy similar a la de los últimos conciertos del Tour Kaya, pero en orden diferente. De espectáculo en espectáculo, a veces se agragaba una canción adicional como "Stir It Up", "Punky Reggae Party" o "Natty Dread", pero estas canciones se tocaban muy raramente durante la gira.

### Conciertos
| Fecha       | Lugar                        | Ciudad          | País            | Notas                                                                              |
| ----------- | ---------------------------- | --------------- | --------------- | ---------------------------------------------------------------------------------- |
| 16 de marzo | Estadio Houphouët-Boigny     | Abiyán          | Costa de Marfil | Cancelado                                                                          |
| 17 de marzo | Palais des Congrès           | Abiyán          | Costa de Marfil | Cancelado                                                                          |
| 5 de abril  | Shinjuku Kosei Nenkin Kaikan | Shinjuku, Tokio | Japón           |                                                                                    |
| 6 de abril  | Shinjuku Kosei Nenkin Kaikan | Shinjuku, Tokio | Japón           |                                                                                    |
| 7 de abril  | Shibuya Public Hall          | Shibuya, Tokio  | Japón           | 2 recitales                                                                        |
| 10 de abril | Nakano Sun Plaza             | Nakano, Tokio   | Japón           | 2 recitales                                                                        |
| 11 de abril | Osaka Kosei Nenkin Kaikan    | Osaka           | Japón           |                                                                                    |
| 13 de abril | Festival Hall                | Osaka           | Japón           |                                                                                    |
| 16 de abril | Western Springs Stadium      | Auckland        | Nueva Zelandia  |                                                                                    |
| 18 de abril | Festival Hall                | Brisbane        | Australia       |                                                                                    |
| 20 de abril | Apollo Stadium               | Adelaida        | Australia       |                                                                                    |
| 21 de abril | Apollo Stadium               | Adelaida        | Australia       |                                                                                    |
| 23 de abril | Entertainment Centre         | Perth           | Australia       |                                                                                    |
| 25 de abril | Festival Hall                | Melbourne       | Australia       |                                                                                    |
| 26 de abril | Festival Hall                | Melbourne       | Australia       |                                                                                    |
| 27 de abril | Hordern Pavilion             | Sídney          | Australia       | 2 conciertos, uno el 27 y otro el 28, el último concierto fue en Australia.        |
| 1 de mayo   | Festival Hall                | Melbourne       | Australia       | En esta fecha no hubo concierto, el último concierto fue en Sídney el 28 de abril. |
| 5 de mayo   | Lahaina Civic Center         | Lahaina, Hawái  | EUA             |                                                                                    |
| 6 de mayo   | Waikiki Shell                | Honolulu, Hawái | EUA             |                                                                                    |

## Créditos
- Bob Marley – cantante, guitarra rítmica
- Aston "Family Man" Barrett – bajo
- Carlton Barrett – tambores
- Tyrone "Organ D" Downie – teclados
- Alvin "Seeco" Patterson – percusión
- Junior Marvin – guitarra
- Al Anderson – guitarra
- Earl Lindo – teclados
- Rita Marley – coros
- Marcia Griffiths – coros
- Judy Mowatt – coros

- Datos: Q788051